# Iglesia de Nuestra Señora de las Virtudes (Villamartín)

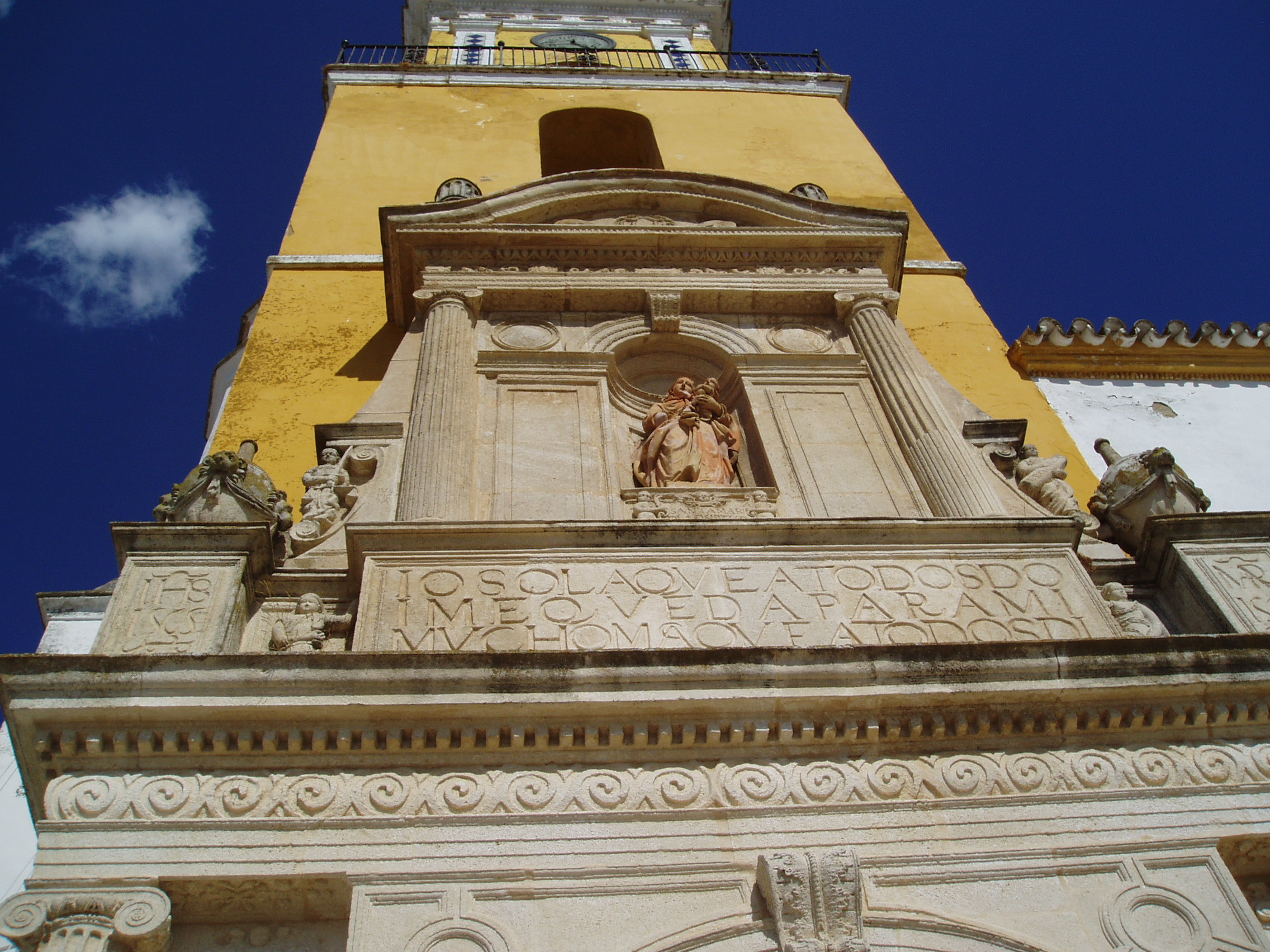
Detalle de la portada.

La Iglesia de Nuestra Señora de las Virtudes es un templo católico de la localidad de Villamartín (Provincia de Cádiz, España)

## Historia
Está asociada a la donación que en 1342 hace el rey Alfonso XI del cercano Castillo de Matrera y de todas las tierras contenidas bajo su demarcación a la ciudad de Sevilla; fecha a partir de la cual desde esta ciudad se decide su población, vendiendo el territorio a censo perpetuo a una comunidad procedente de diversas partes de las provincias de Cádiz y Sevilla, quienes en 1503 adquieren mediante documento el pleno dominio del campo de Matrera. No obstante, Sevilla reclama los territorios insistentemente, originándose un largo pleito sobre la titularidad de estas tierras que no se resolvería favorablemente para la población ya consolidada de Villamartín hasta el año 1818.
Esta continuada dependencia de la población hacia el cabildo de Sevilla da lugar a que en ella trabajen algunos de los más prestigiosos arquitectos del arzobispado de aquella ciudad, como es el caso de Juan de Oviedo y de Martín de Gainza quien, a mediados del siglo XVI estaba al frente de las obras de esta parroquia de Nuestra Señora de las Virtudes, la íglesia más importante de la localidad, que debió ser en su origen un templo gótico-mudéjar según se deduce por la fecha de su construcción y los arcos apuntados existentes sobre los pilares del cuerpo de la iglesia.
En 1525 hay constancia del uso de la parroquia para bautizos.
Martín de Gaínza, fue designado en 1535 Maestro Mayor de la catedral hispalense y encargado de distintas obras en tierras del arzobispado, debió continuar con la Sacristía de esta parroquia, cuyas bóvedas recuerdan a las realizadas por él mismo en la de la Iglesia de Santa María de la Asunción de Arcos de la Frontera.

## Descripción
La iglesia, de tres naves y una esbelta torre situada a sus pies, cuenta con importantes elementos renacentistas. El más interesante, sin duda, es la elegante portada de mármol adosada a su torre-fachada, diseñada por Hernán Ruiz II "El Joven", que data del año 1565. Esta portada está organizada en dos cuerpos de altura, y se remata en un frontón de triple curvatura que culmina en un pequeño retablo flanqueado por columnas jónicas estriadas donde se enmarca una bella hornacina con la imagen de la titular del templo. Se completa la composición con molduras y elementos renacentistas y manieristas características de sua autor, y con escrituras e inscripciones.
En la segunda mitad del siglo XVIII, y a consecuencias de los daños producidos por el terremoto de Lisboa de 1755, se realizan en la iglesia distintas obras de restauración que se prolongan hasta el año 1809.
Interiormente la iglesia tiene obras artísticas muy notables, como es su retablo barroco de madera de pino flandes. El cuerpo central fue construido por el maestro ensamblador
Francisco Dionisio de Ribas en 1678, con esculturas de Pedro Roldán durante y los cuerpos laterales fueron ampliados en el siglo XVIII, pero la falta de recursos económicos de la fábrica de la iglesia parroquial y de sus patronos impidió que se llevara a cabo el dorado y la policromía del conjunto.
Además, en su abundante imaginería barroca cabe destacar obras notables de los maestros de esta especialidad, como son Francisco de Ocampo (1622), Juan Martínez Montañés, Juan de Mesa (1627), Jerónimo Hernández y Juan de Astorga, quien realizó la talla de Santa María de las Virtudes, titular del templo.[cita requerida]